# Права потраживања и права слободе
Неки филозофи и политиколози праве разлику између права потраживања и права слободе. Право на потраживање је право које подразумјева одговорности, дужности или обавезе других страна у вези са носиоцем права. Насупрот томе, право на слободу је право које не подразумјева обавезе других страна, већ само слободу или дозволу за носиоца права. Разлика између ова два значења „права“ потиче из анализе америчког правника Веслија Њукомба Хохфелда у његовом капиталном делу „Основни правни концепти, примјењени у судском образложењу и другим правним есејима“ (1919).
Право слободе и право потраживања су инверзни једно другом: особа има право на слободу које јој дозвољава да нешто учини само ако не постоји друга особа која има право на захтјев које јој забрањује да то учини; и слично, ако особа има право на захтјев према некоме другом, слобода те друге особе је тиме ограничена. То је зато што су деонтички концепти обавезе и дозволе Де Морганови дуални; особи је дозвољено да чини све и само оно од чега није обавезна да се уздржи, и обавезна је да чини све и само оно од чега није дозвољено да се уздржи.

## Преглед
Право слободе особе на x састоји се у њеној слободи да чини или има x, док се право потраживања особе на x састоји у обавези других да јој дозволе или омогуће да чини или има x. На примјер, тврдити право слободе говора значи тврдити да имате дозволу да слободно говорите; то јест, да не радите ништа лоше тиме што слободно говорите. Али то право слободе само по себи не подразумјева да су други обавезни да вам помогну да саопштите ствари које желите да кажете, или чак да би погријешили када би вас спријечили да слободно говорите. Рећи ове ствари значило би тврдити право слободе говора; тврдити да су други обавезни да се уздрже (тј. забрањено им је) да вас спрјечавају да слободно говорите (то јест, да би било погрешно да то учине) или чак можда обавезни да помогну вашим напорима у комуникацији (то јест, било би погрешно да одбију такву помоћ). Насупрот томе, таква права потраживања не подразумјевају права слободе; нпр. Закони који забрањују осветничку правду (успостављајући право на законско потраживање да се буде ослобођен ње) тиме не одобравају нити дозвољавају сва дјела која би таква насилна примјена иначе могла спријечити.
Да илуструјемо: свијет са само правима слободе, без икаквих права потраживања, по дефиницији би био свијет у коме је све дозвољено и ниједан чин или пропуст нису забрањени; свијет у коме нико не би могао с правом да тврди да му је учињена неправда или да је запостављен. Супротно томе, свијет са само правима потраживања и без права слободе био би свијет у коме ништа не би било само дозвољено, већ су сва дјела или обавезна или забрањена. Тврдња да људи имају право на потражњу за слободу – тј. да су људи обавезни само да се уздрже од спрјечавања једни других да чине ствари које су дозвољене, а њихова права слободе ограничена су само обавезом поштовања слободе других – је централна теза либералних теорија правде.

## Права другог реда
Хофелдова оригинална анализа обухватала је још двије врсте права: поред захтева (или самих права) и слобода (или привилегија), писао је о овлашћењима и имунитетима. Друга два термина Хофелдове анализе, овлашћења и имунитети, односе се на слободе и захтјеве другог реда, респективно. Овлашћења су права на слободу у вези са модификацијом права првог реда, нпр. Конгрес САД има одређена овлашћења да модификује нека од законских права грађана САД, у мјери у којој може да наметне или уклони законске дужности. Имунитети, обрнуто, су права потраживања у вези са модификацијом права првог реда, нпр. грађани САД, према свом Уставу, имају одређене имунитете који ограничавају позитивна овлашћења Конгреса САД да модификује њихова законска права. Као такви, имунитети и овлашћења каснији аутори често укључују у потраживања и слободе или их групишу у „активна права“ (слободе и овлаштења) и „пасивна права“ (потраживања и имунитети).
Ове различите врсте права могу се користити као градивни блокови за објашњење релативно сложених ствари као што је одређени дио имовине. На примјер, право на коришћење рачунара може се сматрати правом слободе, али неко има право моћи да дозволи неком другом да користи свој рачунар (дајући му право на слободу), као и право потраживање од других који користе рачунар; и даље, можете имати права имунитета која штите ваше потраживања и слободе у вези са рачунаром.